# Anna Hall
Anna Hall (23 de marzo de 2001) es una deportista estadounidense que compite en atletismo, especialista en la prueba de heptatlón. Ganó dos medallas en el Campeonato Mundial de Atletismo, en los años 2022 y 2023.

## Palmarés internacional
| Campeonato Mundial | Campeonato Mundial      | Campeonato Mundial | Campeonato Mundial |
| Año                | Lugar                   | Medalla            | Prueba             |
| ------------------ | ----------------------- | ------------------ | ------------------ |
| 2022               | Eugene (Estados Unidos) | Medalla de bronce  | Heptatlón          |
| 2023               | Budapest (Hungría)      | Medalla de plata   | Heptatlón          |